# Японски гигантски саламандър
Andrias japonicus е вид земноводно от семейство Cryptobranchidae. Видът е почти застрашен от изчезване.

## Разпространение
Разпространен е в Япония.

## Описание
Продължителността им на живот е около 55 години. Популацията на вида е намаляваща.